# 9 جمادى الأولى
- السبت
- الأحد
- الاثنين
- الثلاثاء
- الأربعاء
- الخميس
- الجمعة

- 302 نوفمبر 2024
- 13 نوفمبر 2024
- 24 نوفمبر 2024
- 35 نوفمبر 2024
- 46 نوفمبر 2024
- 57 نوفمبر 2024
- 68 نوفمبر 2024
- 79 نوفمبر 2024
- 810 نوفمبر 2024
- 911 نوفمبر 2024
- 1012 نوفمبر 2024
- 1113 نوفمبر 2024
- 1214 نوفمبر 2024
- 1315 نوفمبر 2024
- 1416 نوفمبر 2024
- 1517 نوفمبر 2024
- 1618 نوفمبر 2024
- 1719 نوفمبر 2024
- 1820 نوفمبر 2024
- 1921 نوفمبر 2024
- 2022 نوفمبر 2024
- 2123 نوفمبر 2024
- 2224 نوفمبر 2024
- 2325 نوفمبر 2024
- 2426 نوفمبر 2024
- 2527 نوفمبر 2024
- 2628 نوفمبر 2024
- 2729 نوفمبر 2024
- 2830 نوفمبر 2024
- 291 ديسمبر 2024
- 12 ديسمبر 2024
- 23 ديسمبر 2024
- 34 ديسمبر 2024
- 45 ديسمبر 2024
- 56 ديسمبر 2024

9 جُمادى الأولى أو 9 جُمادی‌ الاَوَّل أو يوم 9 \ 5 (اليوم التاسع من الشهر الخامس) هو اليوم السابع والعُشرون بعد المائة (127) من أيَّام السنة (أو الثامن والعُشرون بعد المائة لو كان شهر ربيع الآخر مُتممًا لليوم الثلاثين أو التاسع والعُشرون بعد المائة لو أتم كلاً من صفر وربيع الآخر ثلاثين يوماً) وفق التقويم الهجري القمري (العربي). يبقى بعده 227 أو 228 يومًا لانتهاء السنة.

## أحداث
- 741 هـ - وقوع معركة طريف عند ريو سالادو بين القشتاليين والمرينيين أسفرت عن مذبحة للمسلمين، وتعتبر آخر معركة يشارك فيها المغاربة بشكل رسمي ومباشر في الأندلس.
- 1362 هـ - الجنرال «جيرو» القائد العام للقوات الفرنسية في أفريقيا يصدر أمرا بإقصاء الباي التونسي محمد المنصف عن منصبه، بعد اتهامه بالتعاون مع الألمان ضد الحلفاء.
- 1371 هـ - القوات الفرنسية تحاصر قصر ملك المغرب محمد الخامس وتجبره على إتخاذ بعض القرارات منها عزل بعض أعضاء ديوانه وعزل رئيس جامعة القرويين في فاس.
- 1373 هـ - السلطات الأمنية المصرية تعتقل 318 من أعضاء الإخوان المسلمون.
- 1375 هـ - سوريا تطلب طرد إسرائيل من الأمم المتحدة.
- 1391 هـ - فوز الرئيس سوهارتو وحزبه «جولكار» الذي يعني الفئة العاملة بالانتخابات الرئاسية في إندونيسيا بعد تنحية الرئيس السابق سوكارنو من قبل المجلس الاستشاري الأعلى بإندونيسيا.
- 1399 هـ - عزل العقيد مصطفى ولد محمد السالك من رئاسة اللجنة العسكرية التي تولت إدارة شؤون موريتانيا بعد انقلاب عسكري قام به الجيش الموريتاني.
- 1407 هـ - إيران تشن هجوم عارم على شط العرب في إطار الحرب العراقية الإيرانية.
- 1411 هـ - الجندي المصري أيمن حسن يهاجم جيبًا وحافلتين عسكريتين إسرائيليتين على الحدود المصرية الإسرائيلية موقعًا عددًا من القتلى والجرحى في صفوف العسكريين الإسرائيليين وذلك ردًا على ما عرف باسم مذبحة الأقصى الأولى.
- 1424 هـ - السلطات الإسرائيلية تقرر السماح لليهود والسياح الأجانب بالدخول إلى ساحات المسجد الأقصى.
- 1425 هـ - الجيش الإسرائيلي يقتل 9 فلسطينيين بينهم نايف أبو شرخ قائد كتائب شهداء الأقصى التابعة لحركة فتح خلال عملية اجتياح لمدينة نابلس بالضفة الغربية استمرت 3 أيام.
- 1426 هـ - تأدية أول امرأة كويتية تدخل البرلمان اليمين الدستورية بعد السماح للمرأة بحق التصويت، وسط احتجاجات الإسلاميين من أعضاء البرلمان الكويتي.
- 1430 هـ - التوقيع في الدوحة على اتفاق مصالحة سوداني تشادي برعاية قطرية ليبية.
- 1431 هـ -
  - انفجار صاروخ بالقرب من مدينة العقبة جنوب الأردن يؤدي إلى وقوع أضرار في مستودع للتبريد دون وقوع أي ضحايا، وهو صاروخ من اثنين إطلقا في الفجر وسقطا فوق الأراضي الأردنية فيما سقط الآخر في البحر الأحمر، وقد نفت مصر والأردن انطلاق الصاروخين من أراضيهما، وتحليلات عسكرية تشير إلى أن الصاروخين كانا يستهدفان ميناء إيلات الإسرائيلي.
  - الرئيس الأرميني سيرج سركيسيان يعلن عن تجميد المصادقة على اتفاقيات تهدف لتطبيع العلاقات مع تركيا التي عكرتها على مدى عقود اتهامات للأتراك بارتكاب مذابح ضد الأرمن خلال الحرب العالمية الأولى وكذلك بسبب النزاع حول إقليم ناغورني كاراباخ، وذلك لأن تركيا ترفض تنفيذ مطلب التصديق على الاتفاقية بدون شروط مسبقة، ويقول إن بلاده مستعده للسير في المصادقة على الاتفاقيات في حال توفر الجو المناسب في تركيا.
- 1438 هـ - تتويج المنتخب الكاميروني بلقب كأس الأمم الأفريقية لكرة القدم للمرة الخامسة في تاريخه بعد فوزه على المنتخب المصري في المباراة النهائية بهدفين مقابل هدف واحد.

## مواليد
- 447 هـ - جلال الدولة ملكشاه بن ألب أرسلان، ثالث سلاطين السلاجقة.
- 980 هـ - صدر الدين الشيرازي، فيلسوف وعالم مسلم شيعي شيرازي.
- 1335 هـ - سميرة موسى، إحدى رائدات أبحاث الذرة في العالم.
- 1352 هـ - جيهان السادات، زوجة الرئيس المصري محمد أنور السادات.
- 1359 هـ - زبيدة ثروت، ممثلة مصرية.
- 1406 هـ - سلوى الجراش، مغنية وممثلة بحرينية.
- 1408 هـ - سحر خليل، ممثلة ومخرجة لبنانية.

## وفيات
- 762 هـ - حسن بن محمد بن قلاوون، أحد سلاطين المماليك البحرية.
- 910 هـ - ابن غازي المكناسي، فقيه ومؤرخ ولغوي ورياضياتي مغربي.
- 1003 هـ - مراد الثالث، السلطان العثماني الثاني عشر.
- 1349 هـ - كاظم بيذرة، فقيه شيعي وطبيب وشاعر عراقي.
- 1381 هـ - محمد شفيق غربال، مؤرخ مصري وعضو مجمع اللغة العربية بالقاهرة والمجمع العلمي المصري.
- 1406 هـ - عبد الله بن عمر بن دهيش، فقيه حنبلي وقاضي سعودي.
- 1410 هـ - سيف الله مختار، ممثل مصري.
- 1424 هـ - لاله ولادن بيجاني، التوأم السيامي الإيراني.
- 1427 هـ - هدى سلطان، فنانة مصرية.
- 1428 هـ - حمود عبد الله الرقبة، نائب ووزير كويتي.
- 1431 هـ - فيحان العربيد، ممثل كويتي.
- 1433 هـ - سيد عبد الكريم، ممثل مصري.
- 1434 هـ - محمد سعيد رمضان البوطي، عالم مسلم سوري.
- 1436 هـ - غسان مطر، ممثل فلسطيني مصري.

## وصلات خارجية
- صحيفة اليوم: حدث في مثل هذا اليوم.
- موقع قصة الإسلام: حدث في شهر جُمادى الأولى.